# Friedrich Carl Andreas

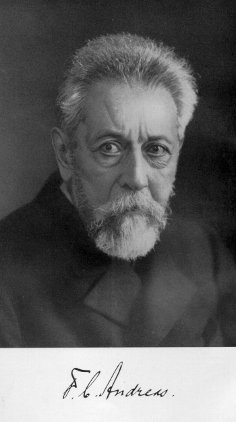
Friedrich Carl Andreas (1920er Jahre)

Friedrich Carl Andreas (* 14. April 1846 in Batavia; † 4. Oktober 1930 in Göttingen) war ein deutscher Iranist und Orientalist.

## Leben
Friedrich Carl Andreas war der Sohn eines ehemaligen armenischen Fürsten, der nach einer verlorenen Stammesfehde seinen Familiennamen Bagratuni abgelegt und den Namen Andreas angenommen hatte. Er arbeitete als Militärarzt in Batavia, der Hauptstadt der Kolonie Niederländisch-Indien. Dort heiratete er die Tochter eines norddeutschen Arztes. Mit seiner Frau und seinem Sohn zog Andreas 1852 nach Hamburg, wo Friedrich Carl Andreas Privatunterricht erhielt. Später besuchte er das Gymnasium in Genf. Andreas war sehr sprachbegabt und beherrschte bereits in seiner Jugend Deutsch, Englisch, Niederländisch, Französisch, Latein und Griechisch. Nach der Reifeprüfung studierte er Orientalistik und besonders Iranistik an den Universitäten zu Halle, Erlangen, Göttingen und Leipzig. In Erlangen wurde er 1868 mit der Dissertation Beiträge zu einer genauen Kenntnis des mittelpersischen (Pahlavi-) Schrift- und Lautsystems promoviert.

### Wanderjahre in Persien
Nach dem Studium hielt sich Andreas in Kopenhagen auf und lernte dort nordische Sprachen. Von 1870 bis 1871 nahm er als Einjährig-Freiwilliger am Deutsch-Französischen Krieg teil. 1871 überlebte er die Schlacht von Le Mans. Anschließend arbeitete er als Sprachlehrer. 1874 begleitete er als archäologischer Sachverständiger eine preußische Expedition nach Persien; auch nach dem Ende der staatlichen Finanzierung blieb er dort und lernte das Land kennen. Er arbeitete im Postdienst, als Heilpraktiker und als Sprachlehrer. Durch seine Kenntnisse und seinen Ruf gelangte er an den iranischen Königshof.
Nach Deutschland kehrte er erstmals 1882 zurück, als er den persischen Prinzen Ihtisam-ed-daule begleitete. In Berlin brach ein Augenleiden bei ihm aus, das ihn zum Abbruch seiner Beziehungen zum persischen Königshof und zur vorübergehenden Aufgabe seiner Forschungsarbeit zwang. Andreas wurde völlig mittellos und musste sich seinen Lebensunterhalt wieder durch Sprachunterricht verdienen.

### Heirat mit Lou Salomé

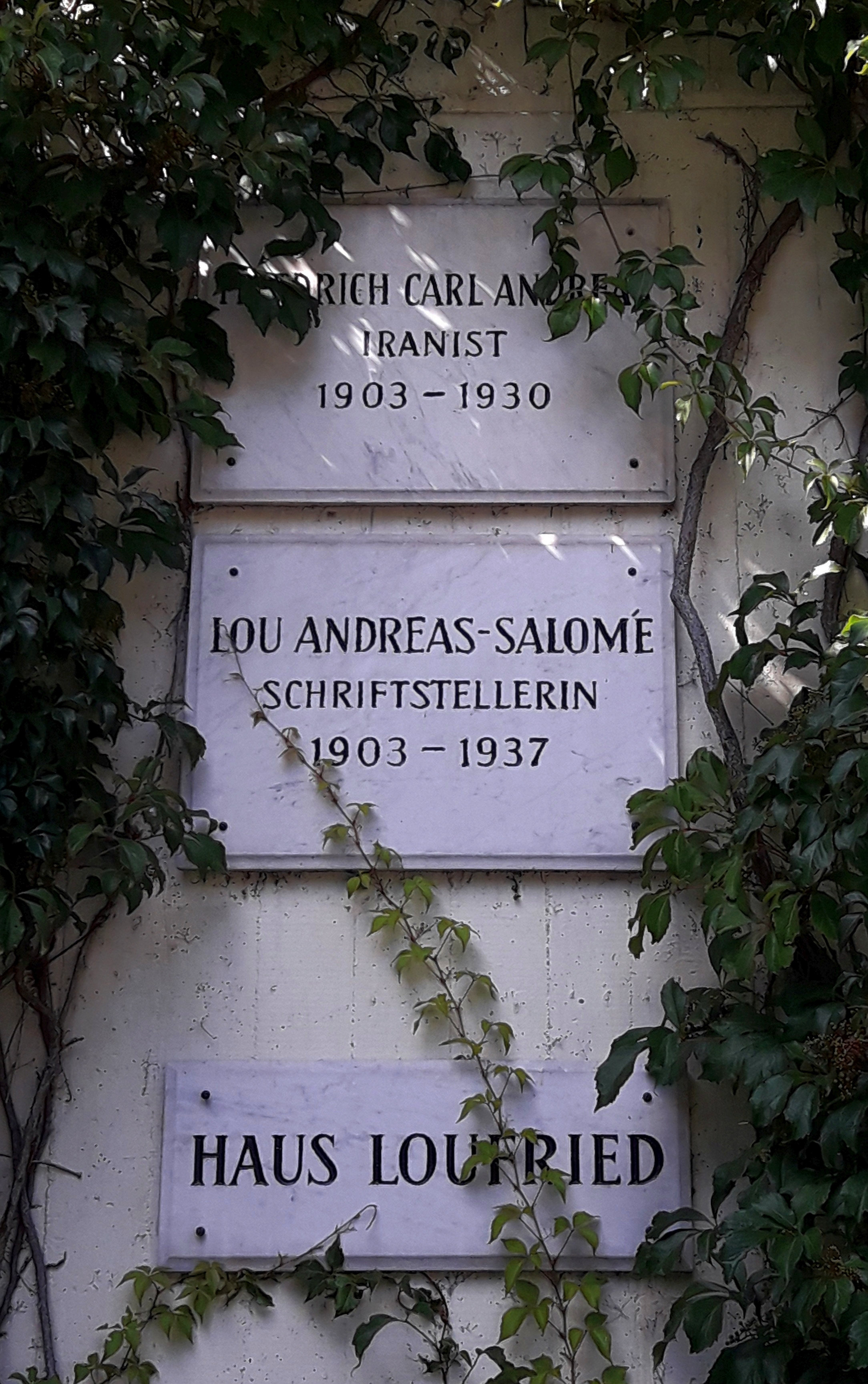
Göttinger Gedenktafeln für Friedrich Carl Andreas und Lou Andreas-Salomé sowie Hinweisschild auf das frühere Haus „Loufried“, Herzberger Landstraße 101.

Während dieser ungewissen Jahre lernte Andreas die Schriftstellerin Lou Salomé kennen. Er stellte sich 1886 bei ihr vor und trug ihr seine Absicht vor, sie zu heiraten, obwohl er sie kaum kannte und keinen ausreichenden Lebensunterhalt hatte. Nach einer Abweisung unternahm Andreas vor den Augen seiner Angebeteten einen Selbstmordversuch, indem er sich in ihrer Wohnung ein Messer in die Brust rammte. Lou rief einen Arzt, Andreas überlebte und am nächsten Tag verlobten sie sich. In eine Heirat willigte Lou nur unter der Bedingung ein, dass die Ehe nie sexuell vollzogen werde. Am 20. Juni 1887 wurden Friedrich Carl Andreas und Lou Salomé vom Pfarrer Hendrik Gillot getraut, einem früheren Verehrer Lous.
Die Heirat war nur möglich, weil Andreas 1887 eine Professur für Persisch und Türkisch an dem neugegründeten Seminar für Orientalische Sprachen in Berlin erhalten hatte. Es kam jedoch schon nach kurzer Zeit zu Auseinandersetzungen mit der zuständigen Behörde in Berlin, die Andreas vorwarf, sich zu sehr auf seine Forschungsarbeit zu konzentrieren und daneben den Sprachunterricht zu vernachlässigen. Nach einem Rechtsstreit mit dem preußischen Kultusministerium wurde Andreas im Frühjahr 1891 entlassen und verlor seinen Professorentitel. In den folgenden Jahren lebte er als Privatgelehrter in Berlin und war auf den Verdienst seiner Frau angewiesen, die Romane, Erzählungen und Gedichte veröffentlichte. Das Paar lebte während dieser Zeit getrennt. Andreas nahm eine Wohnung in Schmargendorf bei Berlin, weil er die Affären seiner Frau nicht ertragen konnte. Eine Trennung kam jedoch nicht in Frage, weil Andreas auf seine Frau finanziell angewiesen war.

### Wirken in Göttingen

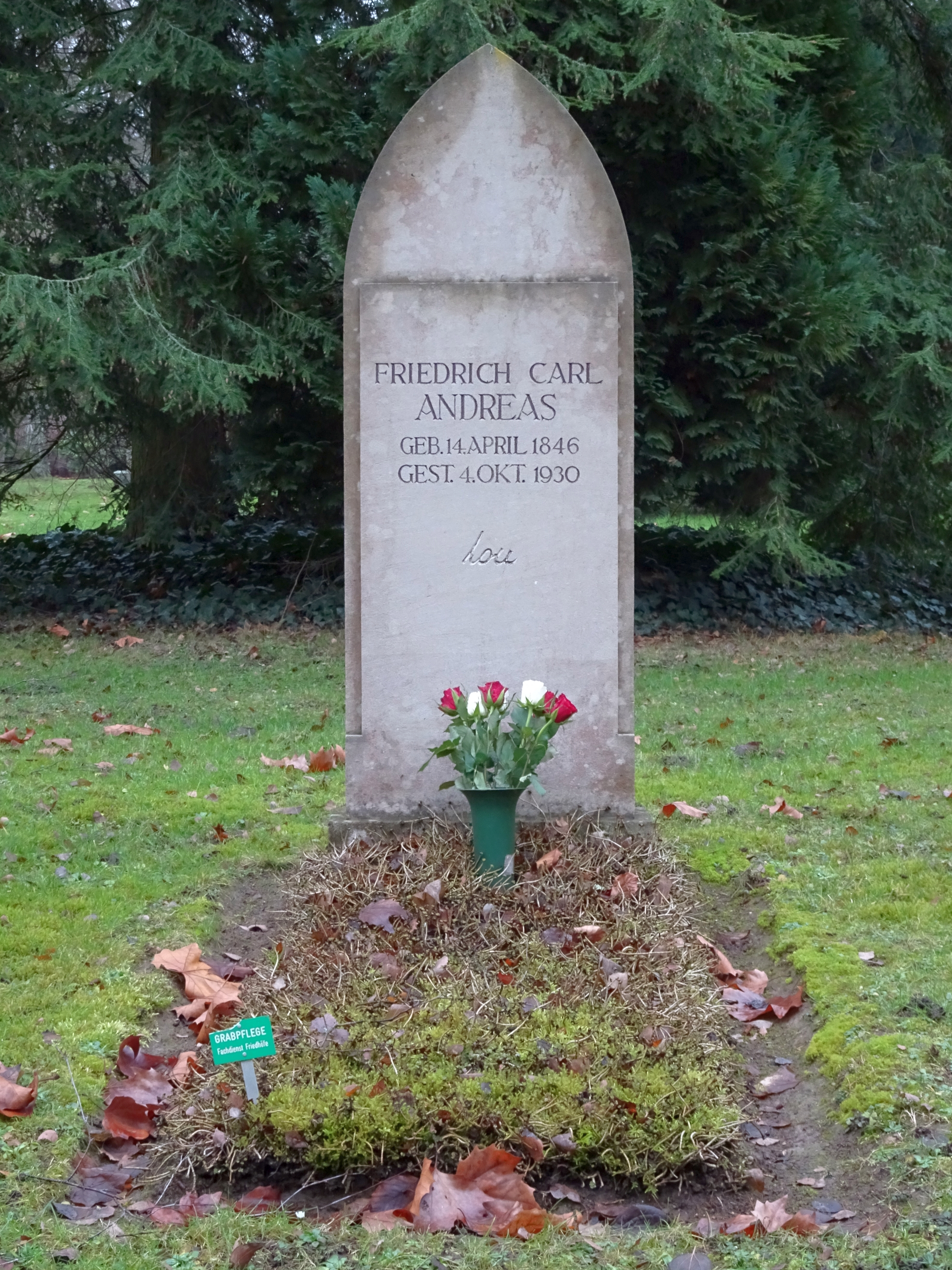
Grab von Friedrich Carl Andreas und Lou Andreas-Salomé

Die Situation änderte sich erst 1903, als Andreas einen Ruf auf den Lehrstuhl für Westasiatische Sprachen an der Universität Göttingen erhielt. Gemeinsam mit Lou zog er hierhin und wirkte dort bis an sein Lebensende. 1915 wurde er Teil der „Königlich Preußischen Phonographischen Kommission“, deren Ziel es war, die etwa 250 Sprachen, die unter den Internierten der deutschen Kriegsgefangenenlager gesprochen wurden, zu erfassen.
Das Paar wohne seit 1903 am Rande der Stadt am Hainberg im Haus Herzberger Landstraße 101, das „Loufried“ genannt wurde. Seine universitären Kollegs und Übungen hielt er nachts in seiner Wohnung und schlief tagsüber.
Andreas starb 1930 im Alter von 84 Jahren an einem Krebsleiden. Sein Grab und das seiner Frau befindet sich auf dem Stadtfriedhof Göttingen.
Sein umfangreicher Nachlass befindet sich heute in der Niedersächsischen Staats- und Universitätsbibliothek Göttingen.
Friedrich Carl Andreas bearbeitete viele Themen und Gebiete der altiranischen Sprachen. U.a. beschäftigte er sich mit der Theorie zur Überlieferung des Avesta. Sein Spezialgebiet war jedoch die Entzifferung von Handschriften und Inschriften. Hier legte er das Fundament zur wissenschaftlichen Untersuchung der in Turfan in Zentralasien entdeckten Fragmente.